# Trachypithecus laotum
El lutung o langur laosiano (Trachypithecus laotum) es una especie de primate catarrino de la familia Cercopithecidae endémica de Laos. Su hábitat natural es el bosque seco tropical o subtropical. Genéticamente el langur negro de Indochina (Trachypithecus ebenus) y el langur de Hatinh (Trachypithecus hatinhensis) se encuentran relacionados con el langur laosiano y en consecuencia se ha sugerido que podría tratarse de subespecies de este.